# United Nations Peacekeeping Force in Cyprus
United Nations Peacekeeping Force in Cyprus (da: Forenede Nationer's Fredsbevarende Styrker på Cypern, forkortet UNFICYP) er en igangværende FN-mission på øen, på grund af konflikten mellem de to befolkningsgrupper. FN havde første hold på Cypern i 1964, i henhold til FNs Sikkerhedsråds resolution 187 af 13. marts 1964 .

## DANCON
Dancon er navnet på flere danske tilstedeværelser i FN-sammenhæng blandt andet på Cypern. Første Danske Styrke blev sendt af sted i 1964 og sidste mand forlod øen i 1995. I den tid har der været sendt mange danske hold af sted, i alt 57.

De var efter flytningen til Lefka distriktet opdelt i følgende lejre.

- Alfa kompagniet
  - Dansborg
- Bravo kompagniet
- Charlie kompagniet
  - Kokkina delingen

2 kompagnier lå på den Tyrkiske side Alfa og Charlie og 1 på den Græske, Bravo.

Derudover lå der en deling for sig selv i Kokkina/Erenköy enklaven. Delingen hørte under Charlie kompagniet og hed i daglig tale Kokkina-delingen.
Alfa kompagniet som var et Stabskompagni lå i Xeros lige ved siden af en gammel kobbermine.

Bravo kompagniet lå i Skouriotissa. 

Charlie kompagniet lå i Liminitis.

Dansborg, der lå/ligger lidt uden for Xeros, var en overgang base for det danske Militærpoliti og lå ikke langt fra Xeros. Senere overtog Australsk civilpoliti (AUSTCIVPOL) Dansborg.

Hele det danske område blev kaldt Sector One. Den danske styrkes hovedopgave var primært, at observere den demilitariserede zone for krænkelser. Stabskompagniet var et forsyningskompagni, et samfund med alt det der skal til, for at få en militær styrke til at fungere på Cypern. De øvrige kompagnier tog sig hovedsagligt af observations og patruljeopgaverne i bufferzonen. Her var observationsposter (OPère), hvor der 24 timer i døgnet var kontrol med al militær færdsel ud og ind af zonen, samt at de angivne bestemmelser for en neutral demilitariseret zone blev overholdt.

## OP'erne
Observations Posterne, var og er nok den vigtigste del af UNFICYP's tilstedeværelse på Cypern.

Enhederne var opdelt i 2 delinger. Hver deling tilbragte 14 dage på "toppen", hvor den primære opgave var at observere, og melde om alle aktiviteter i og omkring bufferzonen.

Herudover blev tiden benyttet til bl.a. istandsættelse og vedligeholdelse af OP'en.

Efter 14 dage på "toppen" var delingen "nede" i 14 dage, hvor vagttjeneste, lejrarbejde, uddannelse, afgivelse, UN-orlov og evt. tjenestefriheder blev afviklet.

Bravo kompagniet:

D15 (udtales Delta En-Fem), D17, D18 - Angolemi, D31 - Mandra, D34, D36 - Mazokambi, D38 og der ud over en del ubemandet.

Charlie kompagniet:

D11 – Kato Pyrgos, D12 – Selemani, D13 – Varisha, D14 – Kambos Road, D26, D35 og der ud over en del ubemandet.

Kokkina delingen:

D01 – Kokkina West – Bemandet

D02 – Kokkina South – Ubemandet

D03 – Mosquito – Bemandet

D04 – Stavromeni – Ubemandet

D05 – Mansoura – Ubemandet

## UNPA
United Nations Protected Area, i Cypern, som indeholder den nedlagte Nicosia International Airport og hovedkvarter for UNFICYP
UNPA – Security Platoon

Beliggenhed: Nicosia – tidligere Nicosias internationale lufthavn, i dag i FN-bufferzone.

Security Platoon var en enhed som bestod af soldater fra AUSCON (Austrian Contingent), BRITCON (British Contingent), CANCON (Canadian Contingent) og så DANCON.

Enheden arbejdet i UNFICYP HQ ved to checkpoints kaldet FOXTROT & MORPHOU gate, hvor de i samarbejde med MP'erne, sørger for at folk, der ikke havde ret til at færdes i UNPA, heller ikke kunne komme ind. I Security Platoon indgik der 6 danskere bestående af 5 Konstabler og 1 Korporal.

## MP COY/UNFICYP
Da Dancon var en del af UNFICYP, bestod UNFICYP's Militære Politi enhed af 7 nationer. Canada, Danmark, Finland, Irland, Storbritannien, Sverige og Østrig.

Deres opgave var at yde støtte til alle FN-soldater på Cypern. Støtten blev ydet 24 timer i døgnet hvad enten soldaterne var i tjeneste eller havde fri.

De danske MP'er havde deres base i Dansborg ved Xeros.

## DANCON march
DANCON-marchen blev første gang afholdt i 1966 af danske FN-soldater på Cypern. Siden er det blevet en tradition, at danske soldater arrangerer marcher i missionsområderne. Der er p.t. blevet gennemført DANCON-marcher i Cypern, Eks-Jugoslavien, Irak og Afghanistan.

På Cypern var det en march på 2 x 25 km. Marchen foregik I Troodos bjergene, og det meste af ruten gik opad på grusveje. Alle landes FN-soldater kunne deltage. Marchen blev afholdt en gang på hvert hold, det vil sige 2 gange om året.
En march blev gennemført i Kurdistan – Nord-Irak sommer forår 1992, tæller dog ikke som official DANCON march da der ikke blev udsted diplom eller udleveret medalje.